# Szántai Lajos (térképtörténész)
Szántai Lajos (Csongrád, 1930 – 2005. június 18.) térképtörténész, vegyészmérnök, műgyűjtő.

## Életrajz
Tehetős földműves családban született. 1950-ben a Veszprémi Vegyipari Egyetem hallgatója lett. 1953 tavaszán mint „osztályellenséget” eltávolították az egyetemről. Ezután Dunaújvárosban és a Sajómenti Vegyiművekben dolgozott. Később sikerült visszakerülnie az egyetemre, ahol 1956 tavaszán vegyészmérnöki oklevelet szerzett.
Az 1956. novemberi szovjet intervenció következtében Ausztriába emigrált, majd Franciaországba került. A Párizs melletti Montessonban élt, egy vegyipari cégnél dolgozott.

## Térképgyűjtőként
Gróf László oxfordi és Szathmáry Tibor itáliai gyűjtővel párhuzamosan az 1970-es években kezdte el a magyar vonatkozású térképek felkutatását, gyűjtését, rendszerezését. Aukciókra járt, antikváriumokat látogatott. Európa számos gyűjteményében kutatott, eredeti hungarika mappákat vásárolt, illetve másolatokat szerzett be. Így jött létre a kilencvenes években a Szántai-gyűjtemény, amely több mint ezer térképet tartalmaz.
1996-ban, Magyarország 1100 éves jubileumára, az 1956-os szabadságharc 40. évfordulójára jelent meg nagy műve, az Atlas Hungaricus. Magyarország nyomtatott térképei 1528–1850, mely több mint ezer hungarika térkép adatait tartalmazza, a jelentősebb mappákat színes másolatban is közli benne.
Hazája iránti mély szeretetét bizonyítja, hogy a mintegy ezer térképből álló gyűjteményét a Magyar Tudományos Akadémia Könyvtárának adományozta 2003-ban.

## Publikációi
- Atlas Hungaricus. Magyarország nyomtatott térképei 1528-1850 I-II. Akadémiai Kiadó, Budapest, 1996
- 1996 után is folytatta kutatásait, az újonnan felfedezett hungarikákat a Cartographica Hungarica térképtörténeti folyóiratban publikálta.